# Centenaire
Cet article concerne la personne. Pour la commémoration, voir Centenaire (événement). Pour le groupe français, voir Centenaire (groupe). Pour la station de métro léger, voir Centenaire (métro léger de Charleroi).

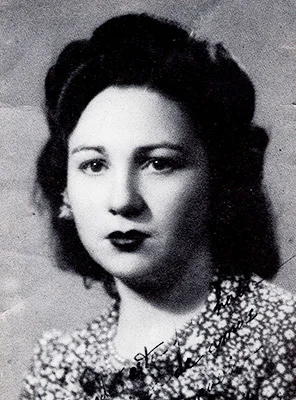
Ángeles Flórez Peón, née en 1918 et décédée en 2024, survivante de la guerre d'Espagne.

Un ou une centenaire est une personne qui a atteint un âge de cent ans ou plus. Au-delà de 110 ans, on parle de supercentenaire. Certains démographes utilisent le terme « semi-supercentenaire » pour les personnes âgées de 105 à 109 ans.
On trouve de nombreux centenaires dans les mythes et religions, et la tendance plus ou moins prononcée à l’exagération des âges chez les personnes très âgées se retrouve dans toutes les cultures. Nul ne sait qui a été le premier centenaire ni même la période auquel il ou elle a vécu – les estimations variant du XVe siècle av. J.-C. au XVIIIe siècle.
De quelques milliers au début du XXe siècle, le nombre de centenaires dans le monde est passé d'une vingtaine de milliers en 1950, à près d’un demi-million en 2010. Les projections du nombre de centenaires dans le futur dépendent très fortement des hypothèses sur l’évolution de la mortalité future et des quotients de mortalité. En France, il pourrait y avoir, selon les hypothèses de 2019, entre 120 000 et 380 000 centenaires en 2060 dans les conditions de mortalité actuelles, soit 0,2 % et 0,5 % de la population.
Les facteurs expliquant la longue vie sont encore mal compris, et discutés, sur la base de données provenant de différentes sources, et parfois de modélisation démographique. Des méthodes contrôle de la qualité des données statistiques, et de validation des données individuelles, ont été développées. Il est probable que l'accroissement de la mortalité avec l'âge décélère ; le phénomène de surmortalité des hommes âgés, par rapport aux femmes, après avoir augmenté durant environ deux siècles semble s'atténuer ; mais en septembre 2024, les huit personnes les plus âgées connues dans le monde sont toutes des femmes. Et après Maria Branyas Morera, décédée à 117 ans le 19 août 2024, la « doyenne de l'humanité » est la Japonaise Tomiko Itooka (116 ans en 2024, doyenne de la liste des supercentenaires validée par le Gerontology Research Group).
Il n'y a pas de « secret » des centenaires ; les facteurs associés au statut de centenaire sont ceux associés à la longévité en général. Durant la pandémie de Covid-19 en 2020/2021, plusieurs centenaires ont vaincu le Covid.[pertinence contestée]

## Centenaires dans les mythes et les religions
On trouve des centenaires — et même des multi-centenaires — dans pratiquement tous les grands mythes et dans les religions, mais on peut souvent se demander si on a affaire à des humains ou à des êtres surnaturels, dont beaucoup sont d’ailleurs éternels. On trouve aussi divers types de saints, anges et morts-vivants — vampires, zombies et autres fantômes — qu'on ne peut considérer comme humains.
Dans la liste royale sumérienne, les rois de la première dynastie mouraient à un âge avancé, ayant régné de 18 600 ans pour le plus jeune à 43 200 ans pour le roi En-men-lu-ana.
Dans la Bible, la personne la plus âgée est Mathusalem qui, selon le chapitre 5 de la Genèse, aurait vécu 969 années. Bien d'autres seraient morts à des âges respectables : Yared (962 ans) ; Noé (950 ans) ; Adam (930 ans) ; Seth (912 ans) ; Kénan (910 ans) et bien d'autres. Pour certains, ces âges excessifs proviendraient d'une erreur de traduction : les « années » solaires seraient en fait des cycles lunaires. Mathusalem serait ainsi mort à 969 mois solaires, ou 78 ans. À moins que les nombres cités dans la Genèse n'aient été multipliés par 10.
D'après le Shâh Nâmeh ou Livre des rois, les anciens shahs de Perse vivaient longtemps : Zahhak aurait vécu au moins 1 000 ans, Jamshid 700 ans, Fereydoun 500 ans, etc.
En Chine, Peng Zu, un saint du taoïsme, aurait vécu 800 ans.
Selon les sources, Épiménide, philosophe crétois, aurait vécu 154, 157 ou 290 ans.
Selon la secte islamique ahmadiyyia, Jésus aurait survécu à la crucifixion et serait mort à 120 ans.
Selon les évangiles apocryphes, saint Joseph aurait vécu 111 ans.
Christian Rosenkreutz, fondateur mythique de la Rose-Croix, aurait vécu 106 ans.

## Les centenaires avant leXXesiècle
Dans la plupart des cas, l'âge des centenaires décédés avant le XXe siècle reste sujet à caution.
La tombe étrusque d'un certain Larth Felnas comporte une épitaphe indiquant que le défunt, témoin de la deuxième guerre punique, serait décédé à l'âge de 106 ans.
D’après Diogène Laërce (début du IIIe siècle), l’astronome, géographe et mathématicien grec, Hipparque de Nicée avait reçu l’assurance que le philosophe Démocrite d’Abdère avait vécu 109 ans.
L’opuscule Exemples de longévité, attribué à Lucien de Samosate, affirme plutôt que Démocrite d'Abdère s'est laissé mourir de faim à 104 ans. Il présente un « tableau des hommes qui, selon le témoignage de l’histoire, sont parvenus à une extrême vieillesse en conservant la santé de l’âme dans un corps exempt d’infirmités ». Certaines catégories d’hommes (écrivains sacrés, mages, etc.) vivent longtemps « à cause du régime qu’ils observent ». Il y a « des peuples entiers dont la vie est fort longue » en raison de la nature du sol ou de la nourriture : « on prétend que les Sères (nom donné aux Chinois) vivent jusqu’à trois cents ans » ; « nous lisons, dans l’histoire, que les habitants du mont Athos vivent cent trente ans ». Mais l’opuscule veut montrer que « dans tous les pays, sous toutes les températures, on a vu parvenir à une extrême vieillesse les hommes qui s’adonnaient à des exercices raisonnables et qui observaient le régime le plus propre à entretenir la santé. ». Si la plupart des exemples donnés avaient plus de quatre-vingts ans à leur mort, sans atteindre l'âge de cent ans, plusieurs centenaires sont cités :
- comme personnalité féminine, Adad-Guppi, mère du roi babylonien Nabonide, reste considérée par les historiens comme étant morte à 104 ans[11] ;
- selon l’historien Hérodote et le poète Anacréon, Arganthonios, roi de Tartessos, mourut à pas moins de 150 ans ;
- d’après les Chroniques d’Appolodore, l’historien Ctésibios serait mort à 124 ans ;
- le sophiste Gorgias mourut hypothétiquement à 108 ans ;
- selon les Saturnales de Macrobe, Xénophile, musicien et philosophe pythagoricien, vécut au moins 105 ans ;
- selon Agatharchidès, Hiéronyme vécut 104 ans ;
- Cyrus, roi de Perse, vécut cent ans ;
- parmi les Sept sages de Grèce, il est dit que Solon d’Athènes, Thalès de Milet et Pittacos de Mytilène auraient exactement vécu chacun cent ans (en fait, chacun vécut probablement environ 80 ans).

Pour beaucoup de démographes, la plupart ou la totalité de ces centenaires ne sont que le résultat de l'exagération des grands âges. Certains notent que rien ne prouve qu'il y ait eu ne serait-ce qu'un cas de centenaire avant l'ère moderne. D'autres remarquent qu'il n'y a aucune preuve qu'il n'y en ait pas eu, d'autant plus que l'âge maximal au décès n'était pas beaucoup plus bas qu'aujourd'hui. Même avec une mortalité très élevée, les modèles démographiques montrent que dans une population de plusieurs millions d'individus, il n'est pas impossible que quelques-uns atteignent cent ans.
D'après une étude, le premier centenaire humain aurait pu ainsi apparaître au XXVe siècle avant Jésus-Christ, quand la population était de l'ordre de cent millions.
En France, il apparaît avéré que l'écrivain Bernard de Fontenelle, né le 11 février 1657, est mort le 9 janvier 1757, peu avant son centième anniversaire.
Dans les années 1770, le journal Histoire et politique des différentes cours d'Europe tenait une rubrique des centenaires, publiant chaque mois quelques noms, notamment, en 1774, celui d'un ouvrier de Brest prétendument âgé de 130 ans, lequel, marié en 1692 à l'âge de trente ans, pouvait être en réalité âgé de 112 ans. À l'automne 1789, un grand centenaire originaire du Jura fut exhibé à l'Assemblée nationale. Son acte de naissance portait la date de 1669. Il serait mort quelques mois plus tard dans sa 121e année. Xavier Martin raconte cet épisode dans S'approprier l'homme.

## Nombre de centenaires

### Monde entier
Le nombre de centenaires vivants à travers le monde est mal connu. Les estimations sont fondées sur les données nationales et sur une modélisation de la structure des populations. Or la plupart des données nationales sont incertaines. Certaines estimations nationales du nombre de centenaires, manifestement surestimées, ont été revues à la baisse. D’autres ont été revues à la hausse, En effet, au cours des années récentes, les démographes ont constaté que la mortalité aux très grands âges, bien que très élevée, l’était moins qu’on ne le pensait.
En 1990, Väinö Kannisto estimait à environ 29 230 le nombre de centenaires dans le monde en 1985, soit six par million d’habitants : trois cents en Afrique du Nord, quatre cents dans le reste de l’Afrique, 6 000 en Amérique du Nord, 1 330 dans le reste de l’Amérique, 2 500 en Chine, 1 500 au Japon, 2 700 dans le reste de l’Asie non soviétique, 12 000 en Europe non soviétique, cinq cents en Océanie et deux mille en URSS. Kannisto prévoyait que, « même avec les taux de mortalité actuels, l’effectif dépassera les 50 000 avant la fin du siècle ».
Tous les ans, la Division de la Population des Nations unies (UNPD) publie des estimations et des projections du nombre de centenaires dans le monde dans son « Rapport sur le vieillissement de la population mondiale ». Ces chiffres ont été progressivement relevés au cours des années, notamment les projections. Le nombre total de centenaires dans le monde serait passé de 23 000 en 1950 à 110 000 en 1990, 150 000 en 1995, 209 000 en 2000, 324 000 en 2005 et 492 000 en 2010.
L'estimation du nombre de centenaires pour 2050 selon l'UNPD (hypothèse centrale) n'a cessé d'augmenter au cours des projections successives : 2 189 000 en 1999, 3 200 000 en 2001, 3 700 000 en 2007, 4 054 000 en 2009.
Le nombre de centenaires vivants ou décédés dans un pays donné ou une région donnée est en général celui des centenaires résidant dans ce pays ou cette région, indépendamment de leur nationalité ou de leur pays ou région d'origine.

### Allemagne

#### Centenaires en Allemagne dans le passé
232 personnes se sont déclarées centenaires au recensement de 1885 (72 hommes et 160 femmes) ; 160 étaient âgées de cent à 104 ans. La femme la plus âgée avait 117 ans, l’homme le plus âgé en avait 120, chiffres probablement très exagérés. De même, l'analyse des données des recensements de 1970 et 1987 en Allemagne de l'ouest montrent une surestimation du nombre d'hommes extrêmement âgés en 1987.

#### Centenaires en Allemagne aujourd'hui
Le nombre de centenaires en Allemagne de l’ouest était estimé à 119 au 1er janvier 1960 (2,2 par million d’habitants), à 2 528 au 1er janvier 1990 (quarante par million d’habitants) et à 4 925 vers l'an 2000.
Pour l'ensemble de l'Allemagne, il y aurait eu environ 265 centenaires en 1963, un millier en 1980, 7 200 en 2000 (82 par million d’habitants) et il est prévu qu'ils seront environ 44 200 en 2025 et 114 700 en 2050.

#### Semi-supercentenaires et supercentenaires en Allemagne
Entre 1989 et 2002, 1 487 personnes de 105 ans ou plus ont reçu une lettre de félicitation du Bureau du Président de la République Fédérale d’Allemagne (Bundespräsidialamt) lors de leur anniversaire (Allemagne de l’ouest uniquement jusqu’en 1991). Pour chacun de ces « semi-supercentenaires », on a vérifié s’ils étaient encore vivants en 2004 et recherché un document officiel concernant le lieu et la date de leur naissance. Dans 56 cas, la personne était en réalité décédée, avant l’âge de 105 ans ; 11 n’ont pu être retrouvées (adresse inconnue, émigration) ; six n’avaient pas de lieu de naissance connu ; dans 444 cas, on n’a pu retrouver leur trace dans les registres de naissance, de mariage et de décès – notamment pour ceux nés hors d’Allemagne. Le statut de « semi-supercentenaire » n’a pu être validé que dans 970 cas (65 %) ; il restait incertain dans 461 cas (31 %). Parmi les 970 cas, 859 étaient des femmes (89 %) et dix-sept étaient supercentenaires ; il n'y a jamais eu plus de cinq supercentenaires vivants simultanément parmi les 670 cas durant la période 1989-2004.

### Australie

#### Centenaires en Australie dans le passé

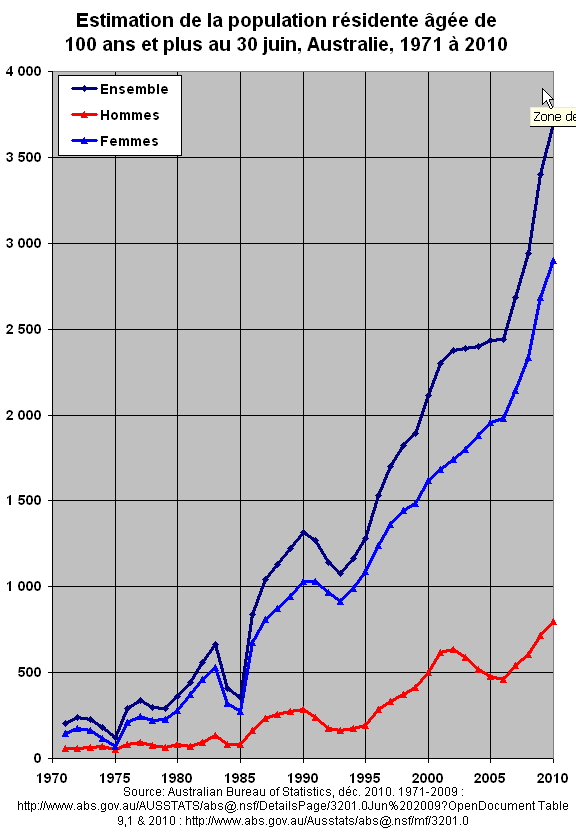
Nombre de centenaires en Australie de 1971 à 2010.

Au recensement de 1901, cinquante personnes s’étaient déclarées (ou ont été déclarées par leur famille) centenaires. Elles étaient 54 au recensement de 1911, mais le responsable des statistiques australiennes exprimait des doutes sur ce chiffre, « vue la tendance bien connue des personnes très âgées à exagérer leurs âges ». Dans les recensements suivants, les personnes les plus âgées ne pouvaient plus donner leur âge exact, mais devaient cocher la case « 85 ans et plus ». La catégorie d'âge la plus élevée deviendra cependant « 99 ans et plus » au recensement de 1996 et « 100 ans et plus » au recensement de 2001. À partir du nombre de personnes âgées d'en l'occurrence au moins 99 ans dans les données de 1996 et de tables de mortalité, le nombre de centenaires a été estimé à 1 726 (362 hommes et 1 364 femmes) en 1996, et au recensement de 2001, 2 503 personnes se déclaraient centenaires (784 hommes et 1 719 femmes), nombre proche de celui obtenu par projection démographique (2 420).

#### Centenaires en Australie aujourd'hui
Le Bureau Australien des Statistiques (ABS) publie régulièrement des données sur la population résidente estimée, incluant le nombre de centenaires. Les nombres enregistrés par le passé ont été récemment révisés plusieurs fois à la baisse. Mais en décembre 2010, l’ABS estimait à 203 le nombre de centenaires au 30 juin 1971 (57 hommes et 146 femmes), et à environ 3 700 ce nombre au 30 juin 2010 (800 hommes et 2 900 femmes).
Le nombre de centenaires par million d’habitants serait ainsi passé d’une dizaine au début du XXe siècle à seize en 1971 et 166 en 2010.

### Belgique

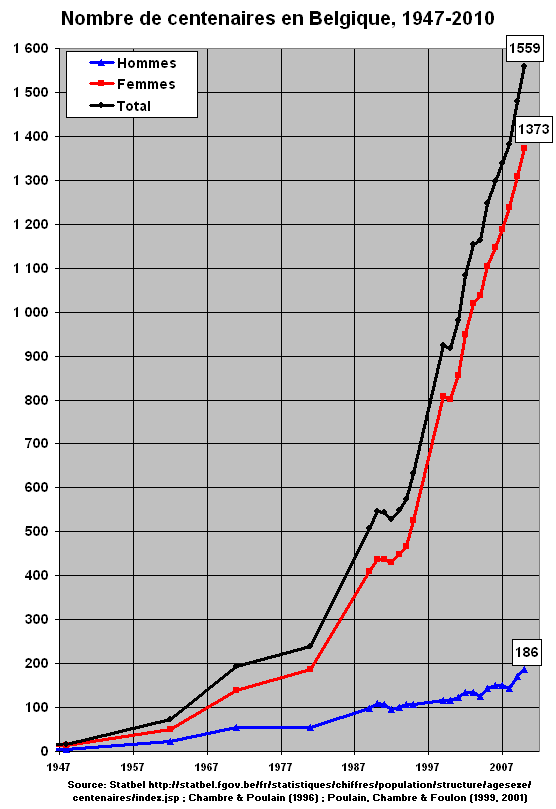
Nombre de centenaires en Belgique de 1947 à 2010.

La Belgique comptait sept centenaires en 1891 et dix-sept en 1948. Leur nombre a ensuite à peu près doublé tous les dix ans, dépassant le millier (1 083, dont 949 femmes) en 2002 et atteignant 1 890 au 1er janvier 2014 (239 hommes et 1 651 femmes) et 2 001 au 1er janvier 2015 (263 hommes et 1 768 femmes). Le pourcentage de femmes parmi les centenaires s'est accru : 80 % en 1990 (437 femmes pour 109 hommes), 90 % en 2008 (144 hommes et 1 237 femmes), mais s'est un peu réduit depuis (87 % en 2014, 88 % en 2015).
Le nombre de centenaires par million d'habitants s'accroit rapidement, passant de 55 en 1990 à 144 au 1er janvier 2010 et 179 au 1er janvier 2015.
Statbel a estimé que la Belgique avait, au 1er janvier 2008, 54 semi-supercentenaires (105 ans et plus), dont 51 femmes. Une seule était supercentenaire. Le nombre estimé de semi-supercentenaires au 1er janvier 2010 était réduit à 31, dont 29 femmes. On trouvait trois supercentenaires au 30 octobre 2010. Depuis le 23 juin 2011, elles ne sont plus que deux à la suite du décès de la doyenne des Belges, Adrienne Ledent, née le 13 décembre 1899 et résidente de Habay-la-Neuve, Province de Luxembourg. Les précédentes doyennes des Belges étaient Irma Notteboom, Marcelle Droogmans, Romanie Pollet, Bernardina Van Dommelen et Gabriëlle Demets.

### États-Unis
Comme dans la plupart des pays, le nombre de centenaires aux États-Unis est mal connu. Le Bureau du recensement des États-Unis publie ainsi les données des recensements en faisant noter que les nombres bruts sont très certainement surestimés ; ainsi que plusieurs estimations obtenues à partir de diverses méthodes.
Le Bureau du recensement (Bureau of the Census estime le nombre de centenaires résidant aux États-Unis au 1er décembre 2010 à 71 991 (10 242 hommes et 61 749 femmes). Les femmes constituaient 85,8 % des centenaires. À cette date, il y avait aux États-Unis :
- 232 centenaires pour 1 million d'habitants ;
- 392 femmes centenaires pour un million de femmes ;
- 66 hommes centenaires pour un million d'hommes[44].

### Espagne

#### Centenaires en Espagne dans le passé
La botaniste Elena Paunero Ruiz (1906-2009) fut centenaire, ainsi que la femme politique antifranquiste María Salvo (1920-2020).
La résistante Neus Català, déportée à Ravensbrück, décédée en 2019 à l'âge de 103 ans, a donné son nom à l'une des rues de Paris.
Saturnino de la Fuente García (1909-2022) était un supercentenaire originaire de León.
L'une des centenaires les plus célèbres du pays était Ángeles Flórez Peón, née en 1918, femme politique et écrivaine républicaine espagnole, considérée comme la dernière milicienne de la guerre d'Espagne. Elle fut active dans la politique espagnole et sur les réseaux sociaux jusqu'à sa mort en 2024.

#### Hypothèse sur les centenaires en Espagne dans l'avenir
D'après les projections démographiques, il y aura sur le territoire espagnol plus de 222 000 centenaires en 2066.

### France

#### Centenaires en France dans le passé
Dans le passé, et comme dans tous les pays, un grand nombre de personnes ont affirmé être centenaires ou ont été déclarées comme telles par leur famille, leur entourage ou divers observateurs. Certains âges très élevés étaient manifestement des exagérations. Il se peut que d’autres étaient réellement centenaires, mais on ne saura probablement jamais lesquels.
Certaines régions ont eu longtemps la réputation de posséder un grand nombre de centenaires, notamment en Ariège et dans certaines vallées des Pyrénées, par exemple la vallée de Goust :
« […] on vit très-long-temps à Goust, où il n’est pas rare que les pères voient leurs enfans et leurs petits-enfans jusqu’à la troisième et quatrième génération. Le docteur Cayet, qui était aussi historien, rapporte qu’à l’époque où il écrivait (1605), il venait de mourir à Goust un vieillard né en 1482. Ces vigoureux montagnards se modèlent, plus ou moins, sur ce type exemplaire de longévité qu’ils ont toujours devant les yeux : aussi les centenaires sont-ils à peine remarqués à Goust ; il y font plutôt règle qu’exception. ».
Ces affirmations plus ou moins fantaisistes, en l'absence de vérification des âges, se perpétuent jusqu'à nos jours : « Vers 1994, une étude du Docteur Jean-Pierre Martin révélait que la Martinique comptait parmi les pays où l’on trouvait le plus fort taux de centenaires par rapport à la population globale. Le taux de centenaires serait 5 fois supérieur à la moyenne nationale, ce qui situe la Martinique parmi les pays ayant le plus fort taux de centenaires au monde. » « À la Dominique, Elizabeth Israël, surnommée Ma Pampo, née le 27 janvier 1875 et décédée en 2003 à l’âge de 128 ans. ». Le cas de Jeanne Calment, décédée à 122 ans, est par contre bien réel. Cela en fait la doyenne historique officielle de l'Humanité mondiale.

#### Centenaires en France aujourd'hui

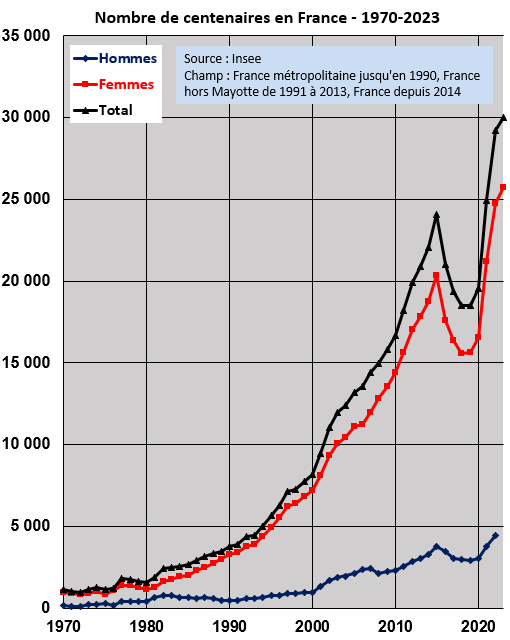
Nombre de centenaires en France du 1er janvier 1970 à 2023.

Comme dans beaucoup de pays, le nombre de centenaires en France n’est pas bien connu. Il est difficile d’utiliser les fichiers administratifs qui contiennent les noms de nombreuses personnes décédées ou qui ne sont plus résidentes en France. Les données d’âge des personnes très âgées dans les recensements ne sont pas toujours fiables — l’état civil était loin d’être parfait en France avant 1910, notamment dans les campagnes, et il était souvent absent dans les pays d’origine de nombreux immigrés. La meilleure alternative est de combiner les résultats des recensements (surtout les distributions de la population par âge) et les données d’état civil (surtout les taux de mortalité par âge) pour procéder à des estimations.
|      | France métropolitaine | France |
| 1901 | 100                   |        |
| 1910 | 85                    |        |
| 1920 | 86                    |        |
| 1930 | 71                    |        |
| 1936 | 277                   |        |
| 1946 | 278                   |        |
| 1962 | 1 131                 |        |
| 1970 | 1 122                 |        |
| 1980 | 1 545                 |        |
| 1990 | 3 760                 |        |
| 1991 | 3 828                 |        |
| 1992 | 4 323                 |        |
| 1993 | 4 404                 |        |
| 1994 | 4 951                 |        |
| 1995 | 5 583                 |        |
| 1996 | 6 230                 |        |
| 1997 | 7 035                 |        |
| 1998 | 7 175                 | 7 259  |
| 1999 | 7 662                 | 7 754  |
| 2000 | 8 063                 | 8 161  |
| 2001 | 9 291                 | 9 444  |
| 2002 | 10 862                | 11 031 |
| 2003 | 11 741                | 11 945 |
| 2004 | 12 131                | 12 393 |
| 2005 | 12 867                | 13 182 |
| 2006 | 13 216                | 13 575 |
| 2007 | 13 981                | 14 426 |
| 2008 | 14 504                | 14 940 |
| 2009 | 15 403                | 15 810 |
| 2010 | 16 267                | 16 688 |
| 2011 | 17 724                | 18 221 |
| 2012 | 19 355                | 19 897 |
| 2013 | 20 320                | 20 887 |
| 2014 | 21 411                | 22 031 |
| 2015 | 23 393                | 24 085 |
| 2016 | 20 296                | 21 044 |
| 2017 | 18 636                | 19 383 |
| 2018 | 17 714                | 18 513 |
| 2019 | 17 702                | 18 520 |
| 2020 | 18 825                | 19 580 |
| 2021 | 24 141                | 24 913 |
| 2022 | 28 497                | 29 199 |
| 2023 | 29 351                | 30 022 |

|      | Hommes | Femmes | Ensemble |
| 2008 | 2 140  | 12 800 | 14 940   |
| 2009 | 2 238  | 13 572 | 15 810   |
| 2010 | 2 267  | 14 421 | 16 688   |
| 2011 | 2 561  | 15 660 | 18 221   |
| 2012 | 2 846  | 17 051 | 19 897   |
| 2013 | 3 044  | 17 862 | 20 906   |
| 2014 | 3 280  | 18 751 | 22 031   |
| 2015 | 3 740  | 20 345 | 24 085   |
| 2016 | 3 448  | 17 596 | 21 044   |
| 2017 | 3 038  | 16 345 | 19 383   |
| 2018 | 2 947  | 15 566 | 18 513   |
| 2019 | 2 911  | 15 609 | 18 520   |
| 2020 | 3 051  | 16 529 | 19 580   |
| 2021 | 3 740  | 21 173 | 24 913   |
| 2022 | 4 438  | 24 761 | 29 199   |
| 2023 | 4 277  | 25 745 | 30 022   |

Au 1er janvier 2023, il y avait en France :
- 441 centenaires pour 1 million d'habitants
- 733 femmes centenaires pour 1 million de femmes
- 130 hommes centenaires pour 1 million d'hommes[58].

Au 1er janvier 2023, 84 % des centenaires étaient des femmes, soit six femmes centenaires pour un homme.
La baisse du nombre de centenaires en France de 2015 à 2019 correspond à la chute brutale des naissances en France dans les années 1915-1919. Le nombre annuel de naissances en France métropolitaine, de l'ordre de 800 000 dans les années 1911 à 1913 s'est en effet effondré à 483 000 en 1915, 385 000 en 1916, 413 000 en 1917, 473 000 en 1918 et 507 000 en 1919, pour revenir à 838 000 en 1920. Cette baisse brutale de la natalité se répercute un siècle plus tard sur le nombre de centenaires, lesquels sont en majorité nés en France. Depuis 2020, le nombre de centenaires s’est fortement accru (+15 % par an en moyenne entre 2020 et 2023) du fait de naissances plus nombreuses à partir de 1920.

#### Projections du nombre de centenaires en France
En 2040, selon le scénario central, la France pourrait compter 76 000 centenaires, soit 2,5 fois plus qu’aujourd’hui. Ce nombre augmenterait de 6 % en moyenne par an. Si la hausse de l’espérance de vie s’avérait plus forte que dans le scénario central, jusqu’à 120 000 centenaires pourraient vivre en France, contre 62 000 si elle s’avérait plus faible.
Les centenaires de 2040 seraient plus âgés que ceux d’aujourd’hui : 19 % auraient 104 ans ou plus, contre 9 % en 2023. Ce vieillissement s’explique à la fois par la hausse de l’espérance de vie, mais aussi par le nombre actuel peu élevé de personnes de 104 ans ou plus dû au déficit des naissances pendant la Première Guerre mondiale. Enfin, la part des femmes parmi les centenaires diminuerait un peu, passant de 86 % en 2023 à 81 % en 2040.
En 2070, le nombre de centenaires serait de 210 000 selon le scénario central, mais ce nombre varie nettement selon les scénarios, de 100 000 à 600 000.

#### Supercentenaires et doyens de l’humanité en France
Le Gerontology Research Group considérait, au 15 septembre 2014, qu’il y avait en France sept supercentenaires en vie d'âge vérifié, dont Olympe Amaury et Eudoxie Baboul, et quelques autres en cours de vérification ou non vérifiés, dont Marie Brudieux, huitième supercentenaire reconnue tardivement. Plusieurs Françaises ont été doyennes vivantes de l’humanité :
- Augustine Tessier, du 22 janvier au 8 mars 1981, décédée à l'âge de 112 ans et 66 jours ;
- Jeanne Calment, doyenne historique, du 14 février 1991 au 4 août 1997, décédée à l'âge de 122 ans et 164 jours ;
- Marie Brémont du 2 novembre 2000 au 6 juin 2001, décédée à l'âge de 114 ans et 42 jours ;
- Eugénie Blanchard, du 2 mai au 4 novembre 2010, décédée à l'âge de 114 ans et 261 jours ;
- Lucile Randon, du 19 avril 2022 au 17 janvier 2023, décédée à l'âge de 118 ans et 341 jours.

### Italie

#### Centenaires en Italie dans le passé
Dans l'Antiquité, le philosophe Gorgias aurait vécu 108 ans et la comédienne et danseuse Galeria Copiola, plus de cent ans. Terentia, femme du philosophe et homme politique Cicéron, mourut sans doute centenaire.
Au Moyen Âge, le cardinal Pandolfo Masca mourut officiellement à l'âge de 100 ans en 1201, tout comme le condottière Malatesta da Verucchio en 1312.
Officiellement, le consul Francesco Huppazoli était né en 1587, et il mourut en 1702.
Le cuisinier, philosophe et lettré Vincenzo Corrado serait mort centenaire en 1836. La soprano Teresa Saporiti serait morte à l'âge de 106 ans en 1869.
Emma Morano, née le 29 novembre 1899, mourut le 15 avril 2017 à 117 ans. Elle fut doyenne de l’humanité en vie durant un an et dernière personne vivante née avant 1900.
L’Italie, dont l'espérance de vie est notablement élevée, peut-être en rapport avec l'alimentation méditerranéenne saine, fait partie des pays contenant des zones bleues (localités à forte concentration de centenaires dans le monde). C'est le cas en Sardaigne notamment, en premier lieu dans les provinces de Nuoro et Seulo, mais les centenaires enregistrés par les dernières études vivent surtout à Rome, Milan et Gênes.

#### Centenaires en Italie aujourd’hui
Les centenaires enregistrés en Italie étaient 15 080 en 2011 (dont 83,7 % de femmes), contre 6 313 en 2001. Ils vivaient principalement à Rome, Milan et Gênes.

### Japon
Le Japon est indéniablement un pays où l'espérance de vie et le nombre de centenaires sont particulièrement et de plus en plus élevés.

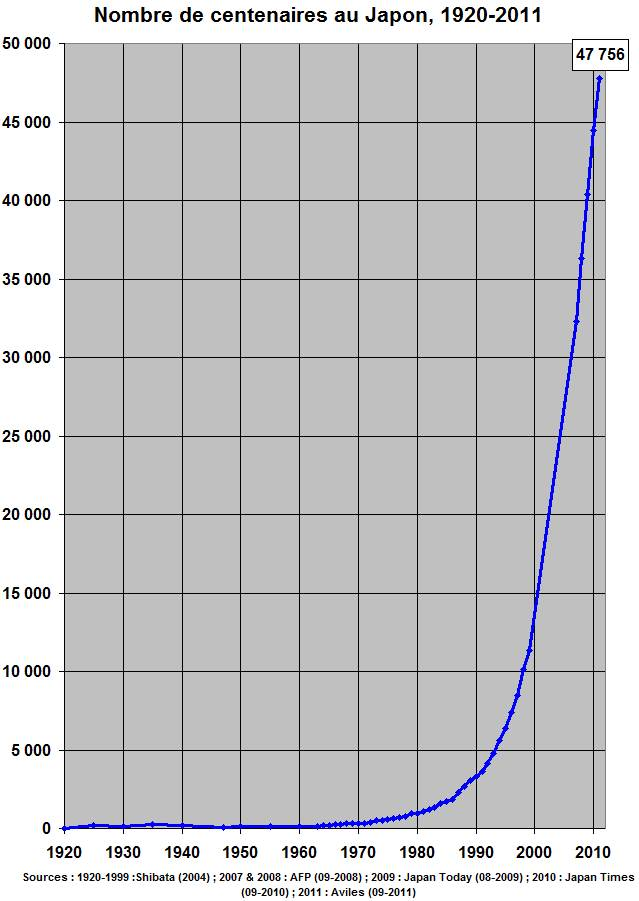
Japon : nombre de centenaires 1920-2011.

Aujourd’hui, les démographes considèrent en général que les estimations du nombre de centenaires au Japon jusqu’aux années 1990 étaient, cependant, très exagérées. Ainsi, en 1989, Shigekazu Hishinuma estimait à 2 668 le nombre de centenaires en 1988, alors que, l'année suivante, Vainö Kannisto estimait que le Japon n’avait que 1 500 centenaires, nombre qui n'a justement pas pu se réduire autant dans l'intervalle peu important. Par contre, les données plus récentes sont crédibles. Le nombre de centenaires au Japon était estimé (à la mi-septembre) à environ 32 300 en 2007, 36 276 en 2008, 40 399 en 2009, 44 449 en 2010 et 47 756 en 2011.

#### Les préfectures de Shimane et d’Okinawa
En septembre 2010, le Japon avait ainsi 347 centenaires par million d’habitants. La préfecture japonaise ayant le plus grand nombre de centenaires par million d’habitants était la préfecture de Shimane (743), dépassant celle d’Okinawa (667). On trouve de très grandes différences entre préfectures, la préfecture de Saitama ayant le moins de centenaires par million d’habitants (187).

### Royaume-Uni

#### Centenaires au Royaume-Uni dans le passé

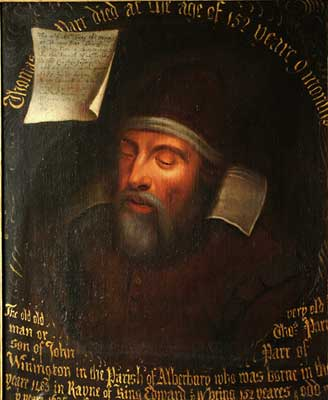
Thomas Parr, qui serait décédé à 152 ans d'après l'inscription de sa pierre tombale.

Si l'on exclut les centenaires des mythes et autres légendes, le premier centenaire connu du Royaume-Uni est peut-être Thomas Parr, qui serait né en 1483, marié une première fois à 80 ans, remarié à 122 ans, mort le 14 novembre 1635 à l’âge respectable de 152 ans, autopsié par William Harvey et enterré à l’abbaye de Westminster, où l'on peut encore voir sa pierre tombale. Il était devenu célèbre de son vivant, Rubens et Van Dyck avaient peint son portrait, et il avait été présenté au roi Charles Ier d'Angleterre peu avant sa mort. Il se peut que sa date de naissance soit en fait celle de son grand-père. Aussi, il n’a certainement pas atteint l’âge de 152 ans, mais il se peut qu’il ait tout de même été centenaire.
La base de données du projet Maximal Length of Life du « Groupe de Cambridge pour l’histoire de la population et de la structure sociale » liste 21 personnes décédées avant 1800 qui auraient été centenaires. Pour la plupart d’entre eux, l’âge au décès est invérifiable, et ils (ou elles) n’étaient probablement pas centenaires, mais il n’est pas impossible que cela ait été le cas pour quelques-uns.
- Les dates de naissance (octobre 1603) et de décès (19 janvier 1701) de John Holland sont certaines. Il n’avait que 97 ans à sa mort, mais son cas tend à montrer qu'être centenaire avant l'an 1700 n'est pas impossible.
- On n’a pas retrouvé l’acte de naissance ni le certificat de baptême de Margaret Markhame, ordonnée nonne le 27 décembre 1639 « à 22 ans » et décédée le 25 juillet 1717 « à 105 ans », probablement morte vers l’âge de 99 ans, mais peut-être plus.
- William Badger, membre du Parlement, supposément né vers 1523 et mort le 18 janvier 1629, a peut-être été confondu avec son fils, de même prénom, né vers 1551.
- Ferdinand Ashmall pourrait être, après le Norvégien Eilif Philipsen, l’une des deux personnes dont les dates de naissance (9 janvier 1695) et de décès (5 février 1798, à 103 ans 27 jours) ont été vérifiées qui ait vécu centenaire avant l’an 1800. Mais il se peut qu’il ait quant à lui été confondu avec son oncle, qui portait les mêmes nom et prénom[71].
- Margaret Ann Neve, de Guernesey, née Harvey (vers 18 mai 1792 – 4 avril 1903), aurait vécu 110 ans et 321 jours[72].
- Katherine Plunket serait née le 20 novembre 1820 et décédée le 14 octobre 1932 à l’âge de 111 ans et 327 jours[72].

On estime qu'en 1911 il y avait une centaine de centenaires en Angleterre et au Pays de Galles.

#### Centenaires au Royaume-Uni aujourd’hui
479 personnes se sont déclarées centenaires au recensement de 1961, 2 320 en 1971, mais il est évident pour les démographes que ce dernier chiffre est très exagéré.
Le bureau des statistiques nationales (Office for National Statistics - ONS) estimait en 2010 que le nombre de centenaires au Royaume-Uni était 2 600 en 1981, 3 300 en 1984, 6 800 en 2000 (700 hommes et 6 100 femmes) et 11 600 en 2009 (1 700 hommes et 9 900 femmes). Le nombre de centenaires par million d’habitants est ainsi passé de 130 en 2002 à 188 en 2009. L’ONS prévoyait 87 900 centenaires au milieu de l’année 2034.
En arrondissant les nombres à la dizaine la plus proche, le General Register Office for Scotland estimait en 2001 qu’il y avait 570 centenaires en Écosse (60 hommes et 510 femmes) en 2002 ; en 2009, ils étaient 750 (100 hommes et 640 femmes). Le nombre de centenaires par million d’habitants s’est ainsi accru de 113 en 2002 à 144 en 2009.
D’après la Northern Ireland Statistics & Research Agency (NISRA), il y avait 123 centenaires (9 hommes, 114 femmes) en Irlande du Nord en 2002 et 182 en 2009 (20 hommes et 162 femmes. Le nombre de centenaire est passé de 72 par million d’habitants en 2002 à 102 en 2009
En octobre 2014, la BBC annonçait le décès de Nellie Robinson (109 ans), annoncée comme la doyenne des Gallois, à laquelle succédait Gwenllian Davies (109 ans également).

### Autres pays
L'épidémiologiste danois Kaare Christensen (en), dont l'opinion ne reflète pas de consensus scientifique, et qui étudie le vieillissement, la longévité et les facteurs les influençant, considère qu'aujourd'hui, plus de la moitié des enfants qui naissent dans des pays développés seront centenaires.[réf. nécessaire]

## Sources des données
Les principales sources de données sur le nombre (et l’identité) des centenaires sont :
- les recensements de la population ;
- les systèmes d’état civil, notamment les registres de décès ;
- les registres (sécurité sociale, retraites) ;
- les systèmes de congratulations.

Le plus souvent, les données statistiques sur les centenaires proviennent de la combinaison des données d’une ou plusieurs de ces sources et d’estimations de mortalité au moyen de modèles démographiques.

### État civil
La qualité des données sur les décès de personnes très âgées est souvent jugée meilleure que celle des données de recensement. Deux méthodes peuvent être utilisées : la méthode des générations éteintes et la méthode du ratio de survie.

### Registres
Registre de population (par ex., au Danemark), registres de sécurité sociale et registres de retraite.

### Congratulations
Lettres de félicitations, cadeaux, cérémonies pour les nouveaux centenaires ou à l’occasion de leur anniversaire.

### Modélisation
Disposant des taux de mortalité jusqu’à un grand âge (95 ans, par exemple), on peut ajuster un modèle mathématique sur les données disponibles et les extrapoler pour les âges plus élevés. Le problème vient du modèle à utiliser ; on sait, notamment, que le modèle de Gompertz ne s’applique pas aux très grands âges. Mais il n’y a pas d’accord sur le modèle à utiliser. Par exemple, Coelho et al. (09-2007) en comparant les résultats obtenus au moyen de différentes méthodes de projection de la mortalité des plus âgés appliquées aux données portugaises ont jugé que la méthode Denuit et Goderniaux était globalement la meilleure ; mais on ne sait pas si ces résultats sont valides pour d’autres populations.

## Qualité des données et méthodes d'ajustement

### Validation individuelle
Quetelet, en Belgique, a peut-être été le premier à vérifier systématiquement (par les meilleures méthodes disponibles, mais avec une marge d'erreur inévitable) tous les cas de centenaires signalés, à partir de 1846. Thoms mit le premier au point des critères de validation qui restent toujours valables aujourd’hui.

## Indicateurs

### Nombre de centenaires
Le nombre total (absolu) de centenaires dans un pays ou une région donnée reflète, surtout, la taille de la population totale.
On peut distinguer le nombre de centenaires nés dans un pays donné, vivant ou ayant vécu dans un pays donné, décédés dans un pays donné.

### Pourcentage de centenaires dans la population
L'indicateur est sensible à l'évolution de la population au cours du siècle précédent. Une forte natalité et/ou une forte immigration tendent à diminuer le « taux de centenaires ».

### Ratios de centenaires
Pour éviter les problèmes associés à l'indicateur précédent, les démographes ont proposé de calculer le ratio entre nombre de centenaires et population âgée de 100 - x ans et plus x années auparavant : 60 ans ou plus 40 années auparavant, 80 ans et plus 20 années auparavant, etc. En l'absence de migration, ce ratio serait le taux de survie de la population âgée de 100 - x ans entre l'année A - x et l'année A. L’objectif est d’avoir un indicateur comparable dans le temps et dans l’espace permettant d’étudier les évolutions au cours du temps et d’établir des comparaisons internationales en écartant pour l’essentiel les perturbations liées aux migrations tout en conservant l’essentiel de la mortalité adulte.
Par exemple, Caselli et al, proposent le ratio de l’effectif des centenaires à l’effectif des personnes âgées de 60 ans, quarante années auparavant, multiplié par 10 000 (ratio des centenaires ou RC) : RC = *P(100) t / P(60)t-40 *10 000.

### Rapport entre le nombre de personnes âgées de 100 ans et le nombre annuel de naissances 100 ans auparavant
Quand les données sont disponibles, on peut calculer le ratio du nombre de personnes vivantes âgées de 100 ans sur un territoire donné sur le nombre annuel de naissances 100 ans auparavant. Ce taux ne tient pas compte des migrations. L’évolution du taux au cours du temps permet d’éliminer l’impact de variations du nombre de naissances sur le nombre de centenaires.
Par exemple, 94 316 naissances ont été enregistrées en Suisse en 1900 ; au recensement de 2000, on a trouvé 796 centenaires, dont 364 âgées de 100 ans exactement, soit un ratio de 38,6 centenaires pour 10 000 naissances (M : 11.6, F : 66.8). Le taux était de 1,5 en 1960 (M : 0,8, F : 2,2) et 4,3 en 1970 (M : 2,2 ; F : 6,5).

### Structure de la population des centenaires
Il y a beaucoup plus de femmes que d'hommes parmi les centenaires, sauf dans la zone bleue de Sardaigne Italie où la longévité ne présente pas de différence significative entre les hommes et les femmes.

## Caractéristiques des centenaires
Santé, invalidité, conditions de logement, etc.

## La mortalité aux grands âges
La mortalité semble ne plus augmenter à partir d'environ 110 ans, la probabilité annuelle de décès étant de l'ordre de 52 %, sans dépasser 60 %.

## Facteurs de survie aux grands âges
On a cru pendant longtemps que les centenaires détenaient un ou plusieurs « secrets » de leur longévité. Cette croyance populaire est tenace et continue de nos jours, et il n’est pas rare qu’un journaliste demande encore aujourd’hui à un centenaire ou un supercentenaire quel est son « secret ». Les études montrent qu’il n’y en a pas, les facteurs associés au statut de centenaire étant ceux associés à la longévité en général. Mais elles tentent de déterminer si à de très grands âges, ces facteurs diffèrent en nature ou en intensité de ceux de la longévité en général.

### Fragilité
Les centenaires sont par définition des personnes qui ne sont pas décédées au cours de leurs cent premières années. Ils ont donc soit évité d’être exposés à des maladies mortelles et autres facteurs de mortalité, soit résisté à ces facteurs. Les centenaires auraient ainsi combiné moins de comportements à risque, moins de fragilité (ou plus de « résistance ») et une certaine dose de chance.
Il n’y a pratiquement pas de personnes obèses ni de fumeurs ou fumeuses parmi les centenaires, et très peu d’anciens fumeurs ou fumeuses[réf. souhaitée].

### Hérédité et facteurs génétiques
Plusieurs études ont montré que les centenaires avaient une probabilité plus élevée que les autres d'avoir eu parmi leurs parents des centenaires ou des personnes décédées à un âge avancé. Cette association peut être liée à des facteurs génétiques ou à des facteurs environnementaux.
Diverses recherches sont en cours pour déterminer si certains gènes seraient associés à une plus grande probabilité de devenir centenaire.

### Nutrition
Il est certain que des facteurs nutritionnels sont associés à la probabilité de devenir centenaire. Dans les croyances populaires, le « secret » des centenaires est d'ailleurs très souvent lié à la nutrition.
De nombreuses études ont été conduites sur des populations comportant un pourcentage élevé de centenaires (plus ou moins réel), notamment en Sardaigne, dans la préfecture d'Okinawa, etc.
La moindre consommation de calories des centenaires peut être due en partie à leur plus petite taille et à leur moindre corpulence.
Les centenaires d'okinawa ont pour base alimentaire la patate douce (Ipomoea batatas), et non le riz. Les centenaires de Chine et du Japon ont pour base alimentaire la patate douce. Les régimes des centenaires sont pauvres en calories et riches nutriments et micro nutriments,. Les centenaires coréens ont comme base alimentaire le riz, et consomment les légumes blanchis plutôt que crus.

### Rythme circadien
Les centenaires, contrairement aux gens agés non centenaires, ont gardé un rythme circadien marqué,.

### Sociabilité et facteurs psychologiques
Plusieurs études mentionnent une plus grande sociabilité chez les centenaires, un sens de l’humour plus développé, plus de bonheur de vivre, moins de stress en général, en particulier face à la mort.

## Autres facteurs

### Fratries de centenaires
Au sein de certaines familles, plusieurs membres vivent plus longtemps que la moyenne nationale. Ces fratries sont régulièrement étudiées pour essayer de comprendre cette longévité. Cet avantage propre à un groupe familial peut être lié à un environnement privilégié, à des modes de vie favorables ou à un patrimoine génétique particulier,.

### Statut matrimonial et vie familiale
La présence d’un conjoint augmente la probabilité de devenir centenaire.
Moins de 10 % des femmes coréennes centenaires vivent seules.

### Taille
Les centenaires apparaissent souvent relativement petits, même en tenant compte de la baisse de la taille avec l’âge,. La taille moyenne des centenaires d’Okinawa est relativement basse : 148,3 cm pour les hommes et 136,6 cm pour les femmes, alors que les habitants d’Okinawa âgés d’environ 73 ans sont en moyenne nettement plus grands (158,5 cm pour les hommes, 144,8 cm pour les femmes), mais cela peut être un effet de génération. De même, une autre étude a montré que les centenaires mesuraient en moyenne 15 cm de moins que les personnes âgées de 75 à 99 ans. Il y a aussi de nombreux arguments biologiques en faveur de la longévité des individus plus petits,,,,,. 

### Une part de chance?
Si les efforts de la communauté scientifique pour trouver des causes à la longévité permettent d'isoler des caractéristiques plus ou moins partagées par les centenaires, il semble que ces travaux n'aient pas encore permis d'éradiquer complètement un facteur chance dans l'accession au très grand âge. Souvent, de l'aveu même des intéressés, leur longévité est le fruit d'un heureux hasard et l'intervention de cette chance permet abusivement de recouvrir ce que la génétique et l'étude environnementale n'ont pu dès lors expliquer.

### Éducation
80 % des centenaires coréens sont illettrés.[pertinence contestée]